# Saint-Romain, Côte-d'Or
Saint-Romain là một xã ở tỉnh Côte-d'Or trong vùng Bourgogne-Franche-Comté, phía đông nước Pháp. Khu vực này có độ cao từ 274-564 mét trên mực nước biển.